# Mesosa binigrovitticollis
Mesosa binigrovitticollis är en skalbaggsart som beskrevs av Stefan von Breuning 1966. Mesosa binigrovitticollis ingår i släktet Mesosa och familjen långhorningar. Inga underarter finns listade i Catalogue of Life.